# Liste der denkmalgeschützten Objekte in Berg (Niederösterreich)
Die Liste der denkmalgeschützten Objekte in Berg enthält die denkmalgeschützten, unbeweglichen Objekte der Gemeinde Berg.

## Denkmäler
| Foto |                 | Denkmal                                                            | Standort                                   | Beschreibung | Metadaten |
| ---- | --------------- | ------------------------------------------------------------------ | ------------------------------------------ | --- | --- |
| ja   | Datei hochladen | Kath. Pfarrkirche hl. Anna HERIS-ID: 14861 Objekt-ID: 11099        | bei Hauptstraße 35 Standort KG: Berg       | 1748 erstmals als Kapelle erwähnt, 1789 als Pfarrkirche erbaut                                                                                  | BDA-Hist.: Q37766611 Status: § 2a Stand der BDA-Liste: 2025-06-30 Name: Kath. Pfarrkirche hl. Anna GstNr.: .125 Pfarrkirche hl. Anna, Berg, Lower Austria |
| ja   | Datei hochladen | Kapelle Maria Hilf HERIS-ID: 14865 Objekt-ID: 11103                | bei Mariahilfstraße 24 Standort KG: Berg   | 1983 erbaut anstelle der alten Pfarrkirche. Im Inneren befindet sich ein Gedenkstein von 1930, der an den 1858 aufgelassenen Friedhof erinnert. | BDA-Hist.: Q37766722 Status: § 2a Stand der BDA-Liste: 2025-06-30 Name: Kapelle Maria Hilf GstNr.: .124                                                   |
| ja   | Datei hochladen | Bildstock HERIS-ID: 14863 Objekt-ID: 11101                         | vor Weinbergstraße 1 Standort KG: Berg     | Bildstock mit Aufsatz und Steinkreuz mit der Inschrift 1715.                                                                                    | BDA-Hist.: Q37766700 Status: § 2a Stand der BDA-Liste: 2025-06-30 Name: Bildstock GstNr.: 1201/10                                                         |
| ja   | Datei hochladen | Figurenbildstock Maria Immaculata HERIS-ID: 14862 Objekt-ID: 11100 | bei Wolfsthaler Straße 5 Standort KG: Berg | Steinfigur auf einem Piedestal, in der Mitte des 18. Jahrhunderts erbaut.                                                                       | BDA-Hist.: Q37766657 Status: § 2a Stand der BDA-Liste: 2025-06-30 Name: Figurenbildstock Maria Immaculata GstNr.: 312/16 Maria Immaculata (Berg)          |